# Leigh-on-Sea
Leigh-on-Sea è una cittadina di 20 737 abitanti della contea dell'Essex, in Inghilterra.
Leigh-on-Sea è una parrocchia civile amministrata come parte di Southend-on-Sea, nell'Essex, in Inghilterra.
Nel 1996, si è trasformato in una parrocchia civile, e fu creato un Consiglio di città, finanziato da un'aliquota maggiore del Consiglio nella zona. La parrocchia, che è l'unica a Southend, aveva una popolazione di 20.737 secondo il censimento del 2001. Leigh-on-Sea è stata registrata nel Domesday Book del 1086 come Legra. Situato vicino al mare, Leigh è stato principalmente un villaggio di pescatori per la maggior parte della sua storia. Tuttavia, la posizione riparata alla foce del Tamigi ha dato qualche successo come una porta, con scambi internazionali e un'impresa di costruzione navale. Il Mayflower è stato costruite a Leigh-on-Sea; certamente è stato montato là fuori l'arrivo della London, Tilbury e Southend Railway nel 1851 stimolato lo sviluppo della città, permettendo una maggiore scambio con Londra e il resto del mondo e che lo rende una città di pendolari per i lavoratori di Londra.
Qua è nato lo scrittore e traduttore Tim Bowler.